# Ettore Arrigoni degli Oddi
Ettore Arrigoni degli Oddi (Ca' Oddo, 13 ottobre 1867 – Bologna, 16 febbraio 1942) è stato un ornitologo e naturalista italiano.

## Biografia

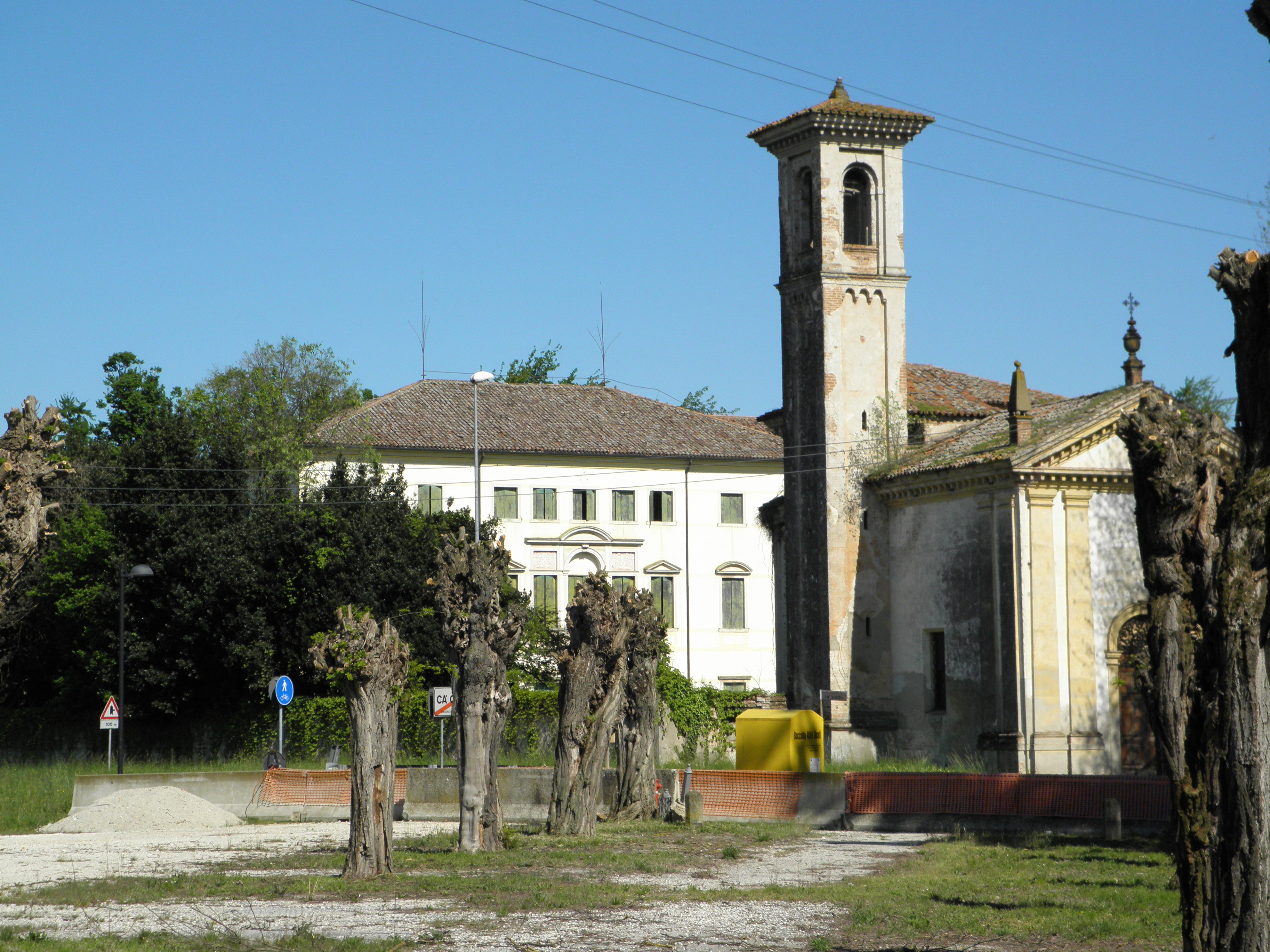
Ca' Oddo, frazione di Monselice: Villa Arrigoni degli Oddi, dove crebbe il giovane Ettore, vista dalla nuova parrocchiale di Sant'Antonio.

Nato da una nobile famiglia padovana, il giovane conte Ettore ereditò dal padre Oddo la passione per l'ornitologia. Prima ancora di intraprendere studi regolari in scienze naturali, si pose già all'attenzione degli studiosi del tempo per la minuziosa stesura della raccolta ornitologica di Francesco Gallo di Monselice (361 esemplari, appartenenti a 235 specie avicule italiane). Nel 1889 si laureò in scienze naturali presso l'Università di Padova, conseguendo cinque anni dopo la libera docenza di zoologia.
Il suo primo notevole contributo alla bibliografia ornitologica italiana fu la pubblicazione nel 1902 dell'Atlante ornitologico. Uccelli europei con notizie d'indole generale e particolare presso l'Editore Ulrico Hoepli di Milano. L'opera richiese all'autore 14 mesi di duro lavoro, fornendo però il primo testo in italiano sull'avifauna europea. Per poter rendere disponibile il lavoro ad un vasto pubblico, l'autore in accordo con l'editore, decisero di arricchirlo con 50 tavole cromolitografate su licenza di una casa editrice tedesca di Stoccarda.
Si trattava di tavole di buona fattura e di prezzo contenuto, ognuna raffigurava numerose specie di volatili. In Gran Bretagna si era da poca conclusa la pubblicazione della monumentale opera dell'ornitologo inglese Henry Eeles Dresser A History of the Birds of Europe (1871-1900) in 9 volumi e corredata da splendide tavole litografate e colorate a mano. L'opera era molto costosa e un'operazione simile in Italia era improponibile e di ciò Arrigoni degli Oddi ne era ben conscio.
Nello stesso anno dell'uscita dell'Atlante, si sposò con la nobildonna toscana Marianna di San Giorgio, nipote della marchesa Marianna Panciatichi Paulucci, studiosa di malacologia e nota per le sue collezioni naturalistiche, in particolare quella di uccelli venne aumentata, all'indomani delle nozze con la nipote, da Arrigoni degli Oddi, portandola a 1200 esemplari. Venne in seguito donata al comune di San Gimignano. Dopo lunghi viaggi di ricerca in Italia e in Europa, comparve nel 1904 il Manuale di Ornitologia italiana, inserito nella celebre collana dei Manuali Hoepli.
L'opera ebbe subito un notevole successo per la ricchezza delle informazioni e il prezzo molto contenuto. Nel 1910 il conte fondò, insieme ad altri ornitologi (ricordiamo Francesco e Alessandro Ghigi), la famosa Rivista Italiana di Ornitologia. Allo scoppio della Prima guerra mondiale la bella villa di Ca' Oddo, dove il conte viveva, venne destinata ad uso militare. A malincuore Arrigoni degli Oddi decise di trasferire la sua collezione di uccelli paleartici, di oltre mille specie, a Bologna.
Nel 1913 il conte entrò in politica e venne eletto deputato, carica che coprì fino al 1921. Abbandonata la vita politica tornò alla sua antica passione e nel 1926 pubblicò Testo esplicativo e illustrativo delle disposizioni vigenti in materia venatoria; il libro, di agile lettura, era destinato agli aspiranti cacciatori. Finalmente nel 1929 apparve a Milano per i tipi della Hoepli la sua opera più completa sull'avifauna italica, ancora oggi largamente consultata: Ornitologia italiana.

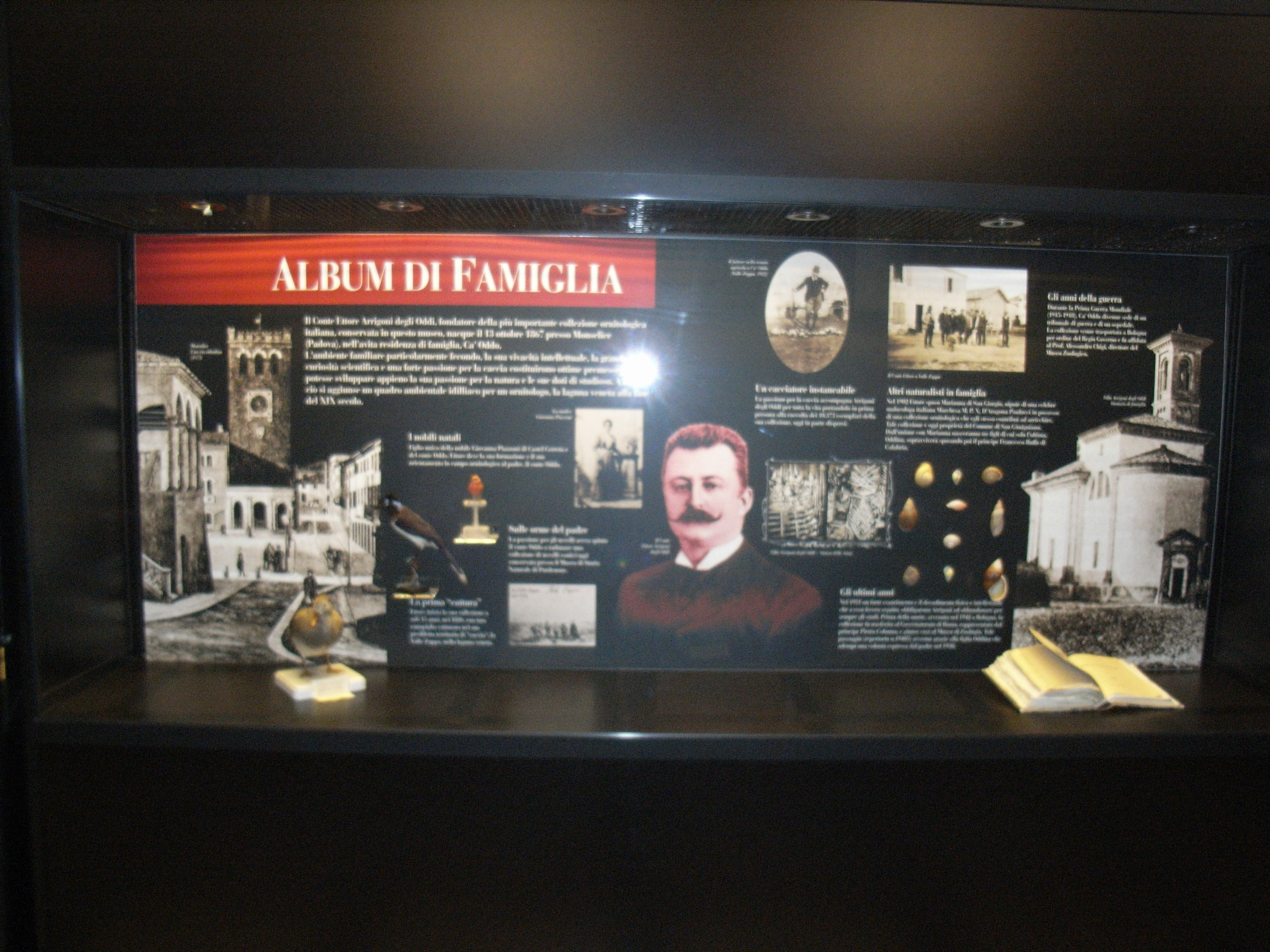
Vetrina situata in una delle sale riservate a Ettore Arrigoni degli Oddi (Museo civico di zoologia di Roma)

L'anno dopo, Arrigoni degli Oddi decise di donare alla Stato italiano la sua collezione ornitologica. Essa, in seguito, confluì, insieme alla ricca biblioteca, al Museo del Giardino Zoologico di Roma, per volere della figlia Oddina.
Furono questi gli anni più tristi e bui per il conte, il quale iniziò a peggiorare nella mente e nel fisico, finché si provvide a trasferirlo in una casa di cura a Bologna, dove morirà il 16 febbraio 1942.

## Opere
La vastissima produzione del conte Ettore Arrigoni degli Oddi comprende oltre 200 pubblicazione tra articoli (molti quelli pubblicati nella Rivista Italiana di Ornitologia) e libri, ricordiamo le seguenti:
- Ettore Arrigoni Degli Oddi, Materiali per una fauna ornitologica veronese con note di Vittorio Dal Nero, Milano, Reale Istituto Veneto di Scienze, Lettere ed Arti - Tip. Bernardoni, 1898, OCLC 356621764.
- Ettore Arrigoni Degli Oddi, Atlante ornitologico : uccelli europei : con notizie d'indole generale e particolare, Milano, U. Hoepli, 1902, OCLC 469662742. URL consultato il 7 maggio 2017 (archiviato l'11 agosto 2008).
- Ettore Arrigoni degli Oddi, Manuale di Ornitologia italiana. Elenco descrittivo degli uccelli stazionari o di passaggio finora osservati in Italia, Milano, Ulrico Hoepli Editore, 1904.
Visualizzazione su Internet Archive:  Manuale di Ornitologia italiana. Elenco descrittivo degli uccelli stazionari o di passaggio finora osservati in Italia, su archive.org.
- Ettore Arrigoni Degli Oddi, Testo esplicativo ed illustrativo delle disposizioni vigenti in materia venatoria, Padova, Tip. Seminario, 1926, OCLC 875792787.
- Ettore Arrigoni Degli Oddi, Ornitologia italiana, Milano, Ulrico Hoepli, editore libraio della real casa, 1929, OCLC 19348918.